# Diecezja Azcapotzalco
Diecezja Azcapotzalco (hiszp. Diócesis de Azcapotzalco) – rzymskokatolicka diecezja ze stolicą w dzielnicy Azcapotzalco, w mieście Meksyk, w Meksyku. Biskupstwo jest sufraganią archidiecezji meksykańskiej.
Terytorium diecezji obejmuje północno-zachodnią część miasta Meksyk.

## Historia
28 września 2019 papież Franciszek erygował diecezję Azcapotzalco. Dotychczas wierni z tych terenów należeli do archidiecezji meksykańskiej, którą postanowiono podzielić ze względu na wysoką liczbę wiernych. Celem reorganizacji było zapewnienie lepszej opieki duszpasterskiej. Pierwszym biskupem Azcapotzalco został dotychczasowy biskup pomocniczy archidiecezji meksykańskiej Adolfo Miguel Castaño Fonseca.

## Główne świątynie
- Katedra: Katedra Świętych Apostołów Filipa i Jakuba w Azcapotzalco

## Biskupi
- Adolfo Miguel Castaño Fonseca (2019 – nadal)